# Martin Hansen (fotbollsspelare)
Martin Hansen, född 15 juni 1990 i Brøndby  är en dansk fotbollsmålvakt som spelar för Hannover 96.

## Karriär

### SC Heerenveen
Den 31 augusti 2017 lånades Hansen ut till SC Heerenveen för resten av året.

### Strømsgodset
Den 7 augusti 2019 värvades Hansen av norska Strømsgodset, där han skrev på ett halvårskontrakt.

### Hannover 96
I januari 2020 värvades Hansen av tyska Hannover 96, där han skrev på ett 1,5-årskontrakt. I oktober 2020 förlängde Hansen sitt kontrakt fram till 2023.